# Куджиев, Василий Михайлович
Васи́лий Миха́йлович Ку́джиев (1 января 1890 года — 30 ноября 1976 год) — советский партийный и государственный деятель.

## Биография
Родился в селе Большие Горы Олонецкого уезда, карел. Учился в Петрозаводской мужской гимназии. В 1908 году вступил в Петрозаводскую организацию РСДРП. В 1908 году как активный член социал-демократического кружка, был исключен из гимназии, арестован.
В 1915 году окончил юридический факультет Петербургского университета.
В 1917 по 1919 — член ЦК РСДРП (меньшевиков-интернационалистов).
До революции — помощник присяжного поверенного округа Петроградской судебной палаты.
В мае 1917 избран первым председателем исполнительного комитета Петрозаводского совета крестьянских, рабочих и солдатских депутатов. Одновременно до июля 1917 г. был помощником петрозаводского уездного комиссара Временного правительства.
С мая 1917 по 4 января 1918 — председатель Исполнительного комитета Олонецкого губернского совета крестьянских, рабочих и солдатских депутатов.
Участвовал в работе Олонецкого губернского земского собрания в июне 1917 г. в качестве гласного (секретаря).
В 1918 году преподавал политэкономию в народном университете в Петрозаводске.
С 1919 года — член РКП(б).
С 7 августа 1920 по 19 февраля 1921 — член Карельского революционного комитета, редактор газеты «Коммуна» — органа Карельско-Олонецкого областного комитета РКП(б).
В 1921 г. был назначен заведующим отделом народного образования Карельского ревкома. В 1921 году назначен заведующим Агитационно-пропагандистским отделом Карельско-Олонецкого губернского комитета РКП(б).
В 1921—1922 годах — ответственный секретарь Областного комитета РКП(б) Карельской трудовой коммуны, член исполкома Карельской Трудовой коммуны.
В марте 1921 года В. М. Куджиев — делегат X съезда РКП(б).
С августа 1923 года по октябрь 1926 года работает заведующим агитационно-пропагандистского отдела Архангельского губернского комитета РКП(б) — ВКП(б). С января по июль 1926 исполнял обязанности ответственного секретаря Архангельского губернского комитета РКП(б).
С октября 1926 года — заместитель прокурора Ленинградской области, заместитель директора Промышленной Академии имени И. В. Сталина (Ленинград). В 1934—1935 — директор Промышленной Академии имени И. В. Сталина.
С февраля 1938 года — член Ленинградской областной коллегии адвокатов. В 1941—1949 годах — председатель Ленинградской областной коллегии адвокатов.
В августе 1949 года был арестован и 18 марта 1950 года осуждён к десяти годам лишения свободы. Реабилитирован в 1954 году и освобождён из мест лишения свободы.
С 1956 года — персональный пенсионер, проживал в Ленинграде.

## Избранные труды

### Книги
Источник — электронные каталоги РНБ
- Куджиев В. М. Галина Тушовская. — Петрозаводск: Карел. кн. изд., 1967. — 51 с. — 3000 экз.
- Куджиев В. М. Карельская Трудовая Коммуна: Воспоминания члена ревкома. — Петрозаводск: Карелия, 1970. — 110 с. — 3000 экз.

### Статьи
- Куджиев В. М. В Совнаркоме РСФСР // Всех дел и помыслов источник. — Петрозаводск, 1970.
- Куджиев В. М. Как создавалась Карельская Трудовая Коммуна // За советскую Карелию: 1918-1920: Воспоминания о гражданской войне : Сб. ст. — Петрозаводск: Карельское книжное изд-во, 1963.
- Куджиев В. М. Как создавалась Карельская Трудовая Коммуна // На фронте мирного труда: Воспоминания участников социалистического строительства в Карелии. — Петрозаводск: Карелия, 1976.
- Куджиев В. М. «Правда» в дореволюционном Петрозаводске // На рубеже. — 1962. — № 2. — С. 77–78.
- Куджиев В. М. Рождение Карельской Трудовой Коммуны // На рубеже. — 1960. — № 3. — С. 100–106.
- Куджиев В. М. Ухтинская республика // Олонецкая коммуна. — 1920. — № 188–191.